# گیدیان (اکلاهما)
گیدیان(به انگلیسی: Gideon) شهری در ایالت اکلاهما کشور ایالات متحده آمریکا است که جمعیت آن در سرشماری سال ۲۰۱۰ میلادی، ۴۹ نفر بوده‌است.